# Masters de Miami 1986
El Abierto de Miami 1986 (también conocido como 1986 Lipton International Players Championships por razones de patrocinio) fue un torneo de tenis jugado sobre pista dura. Fue la edición número 2 de este torneo. El torneo masculino formó parte del circuito ATP. Se celebró entre el 10 de febrero y el 24 de febrero de 1986.

## Campeones

### Individuales Masculino
Ivan Lendl vence a  Mats Wilander, 3–6, 6–1, 7–6, 6–4

### Individuales Femenino
Chris Evert vence a  Steffi Graf, 6–4, 6–2

### Dobles Masculino
Brad Gilbert /  Vince Van Patten vencen a  Stefan Edberg /  Anders Järryd,  Walkover

### Dobles Femenino
Pam Shriver /  Helena Suková vencen a  Chris Evert /  Wendy Turnbull, 6–2, 6–3
| Predecesor: Miami 1985 | Masters de Miami 1986 | Sucesor: Miami 1987 |